# Annammergelsluiptimalia
De annammergelsluiptimalia (Gypsophila annamensis) is een zangvogel uit de familie Pellorneidae. De vogel werd eerder opgevat als ondersoort van de (gewone) mergelsluiptimalia (G. crispifrons).

## Verspreiding en leefgebied
De vogel komt voor in zuidelijk China en noordelijk Indochina.

## Status
De grootte van de populatie is niet gekwantificeerd maar de soort wordt omschreven als plaatselijk vrij algemeen. Op de Rode lijst van de IUCN heeft deze soort de status niet bedreigd.